# Cyperus tabularis
Cyperus tabularis är en halvgräsart som beskrevs av Heinrich Adolph Schrader. Cyperus tabularis ingår i släktet papyrusar, och familjen halvgräs. Inga underarter finns listade i Catalogue of Life.